# Колос Родоський
Коло́с Ро́доський (грец. Κολοσσός της Ρόδου, лат. Colossus Rhodi) — величезна статуя грецького бога Сонця Геліоса, споруджена між 292 та 280 роками до н. е. на вході до гавані острова Родос, Греція, учнем Лісіппа Харесом із Ліндоса. Статуя вважалася одним із Семи Чудес Античного Світу: за час свого існування вона була найвищою статуєю світу, висотою 70 ліктів (близько 30 м). Колос зруйнувався у 226 році до н. е. внаслідок землетрусу.

## Вигляд і конструкція

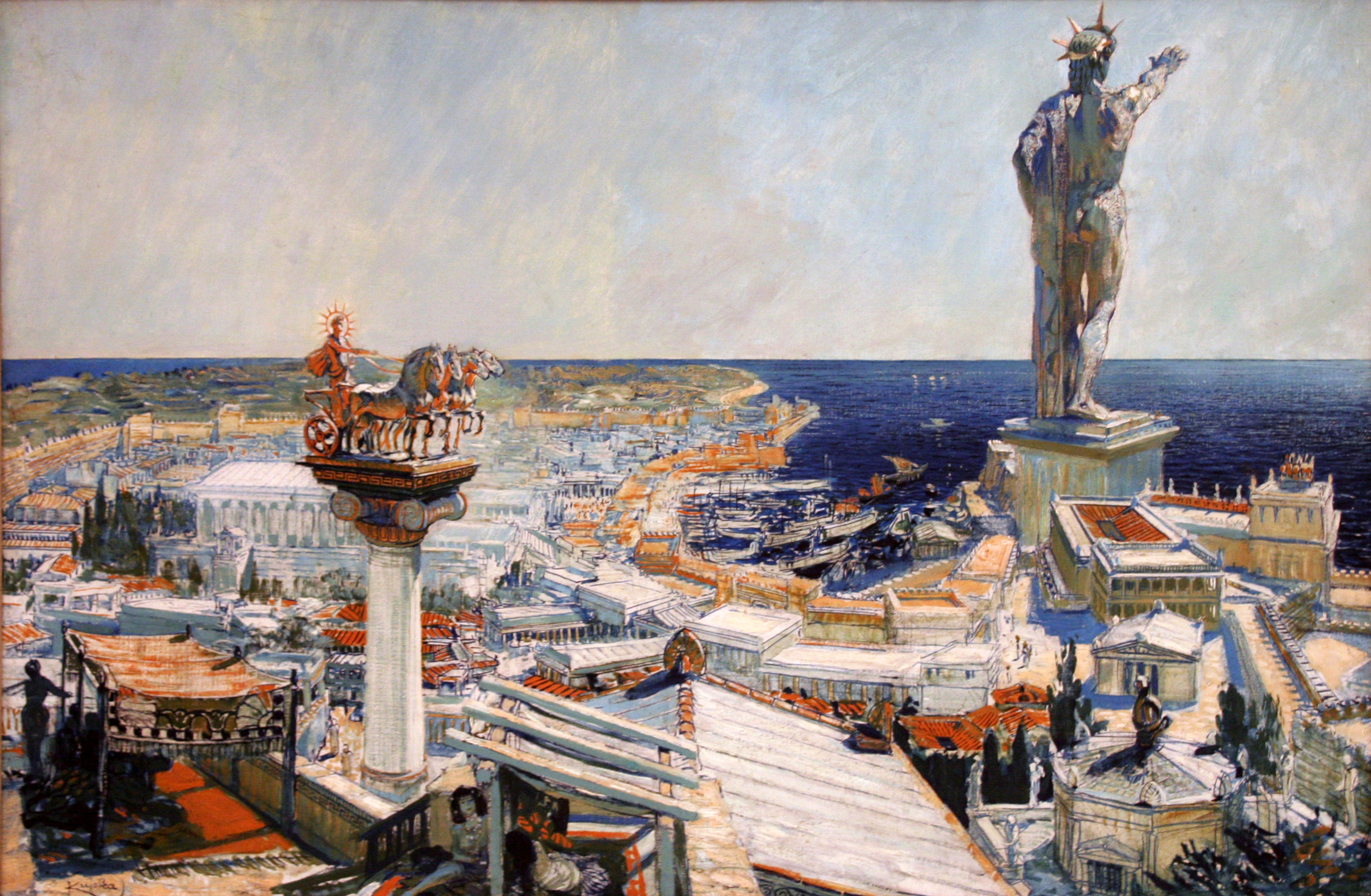
Можливий вигляд античного узбережжя Родоса з Колосом

Античні джерела вказують на надзвичайно великі розміри Колоса, проте жодне не описує зовнішність скульптури. Згідно з Плінієм Старшим, як він згадує у «Природничій історії», статуя була заввишки 70 ліктів — від 32 до 33 м. Пальці її рук були такі великі, що обхопити навіть один могли хіба що кілька людей. Страбон, близький сучасник Плінія, також писав про статую у своїй «Географії». Проте обидва автори жили за два століття після зруйнування Колоса і могли судити про нього лише з залишків. У II столітті н. е. Лукіан жартував, що Колоса Родоського, як і Александрійський Фарос, можна побачити з Місяця.
Філон і Пліній вказували, судячи із залишків статуї, що всередині вона мала основу з заліза та кам'яних блоків. Філон також згадував, що всередині статуя складніша, ніж ззовні, а Пліній писав, що після зруйнування вона виявилася порожнистою.
Основою для статуї слугував круглий або багатокутний мармуровий постамент заввишки 3-4,5 м та завширшки близько 18 м. Всередині її підтримував каркас із залізних балок. Принаймні до колін Колоса стабілізували кам'яні блоки. Бронзове облицювання, судячи з можливостей металургії того часу, складалося з багатьох квадратних пластин близько 1,5 м завдовжки і завширшки та завтовшки близько 2 см. Пластини тоншали доверху і вгорі статуї були завтовшки близько 0,5 см. Вони могли мати загнуті всередину краї, якими й скріплювалися між собою за допомогою заклепок.
За європейського середньовіччя та Відродження Колос часто описувався як статуя, що стоїть, широко розставивши ноги: кожна спирається на розділені водою пристані. Сучасні історики вважають, що така конструкція неможлива. Якщо висота Колоса справді була близько 30 м, то ноги мали би бути розставлені на 198 м. А вищу статую розставлені ноги не могли б утримати. До того ж вона не вистояла б супроти сильних вітрів свого регіону. Той факт, що багато джерел свідчать про злам статуї в колінах після землетрусу, дає підстави вважати, що Колос стояв на одному березі.
На можливе розташування Колоса вказують кругле коло блоків з пісковику в основі форту святого Миколая, та мармурові блоки в ньому. Археолог Урсула Веддер припускає, що Колос розташовувався не в гавані, як його зазвичай зображають, а стояв на пагорбі, що був частиною Родоського Акрополя, звідки відкривався вид на порт. Руїни великого храму, який традиційно вважався присвяченим Аполлону, розташовані на найвищій точці пагорба. Веддер вважає, що споруда насправді була святилищем Геліоса, а частина її величезного кам’яного фундаменту могла б слугувати опорною платформою для Колоса.
Використовуючи відомі зображення Геліоса як зразок, історики мистецтва вважають, що Колос, ймовірно, був фігурою оголеного чоловіка, з голови якого виходять промені. Неможливо встановити в якому положенні перебували руки, хоча римські статуї пізнішого часу зображають Геліоса з піднятою правою рукою, що іноді тримає смолоскип. Більшість художніх зображень статуї розміщують її в гирлі порту як орієнтир для судноплавства. Цілком імовірно, що Колос був побудований поруч із храмом, присвяченим Геліосу, проте на острові не знайдено жодних залишків храму чи святилища цього бога. 

## Історія

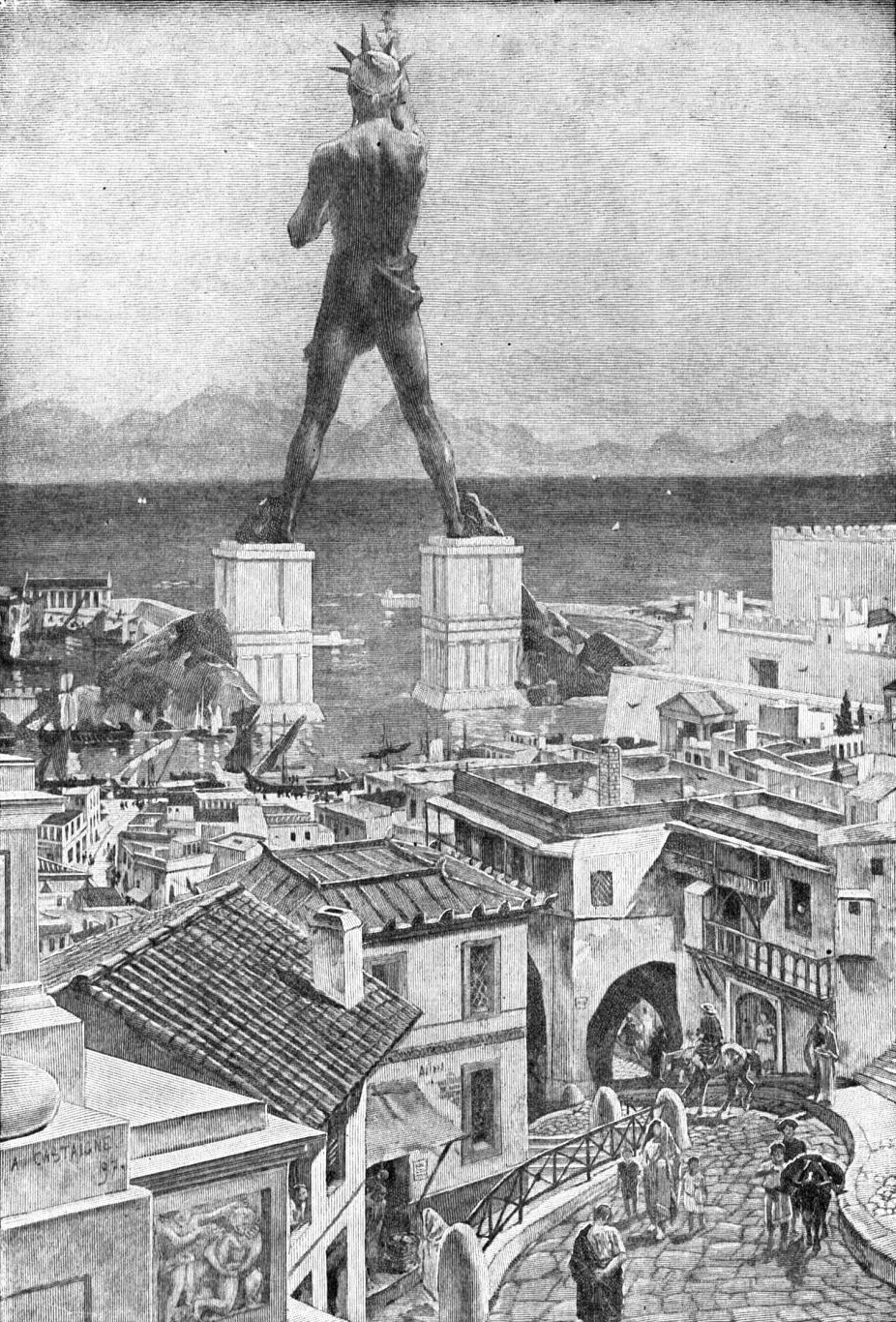
Колос Родоський, як його некоректно уявляли. Справжня статуя стояла по один бік гавані

### Передумови будівництва
Після швидкої смерті Александра Македонського у 323 році до н. е. відсутність єдиного спадкоємця престолу породила численні міжусобні війни між його полководцями. Урешті-решт, імперія Александра розпалася на чотири частини, а Родос відділився та увійшов у союз із Птолемеєм Сотером, тодішнім завойовником Єгипту. Союз контролював значну частину торгових шляхів у східному Середземномор'ї, включно із виходом до Егейського моря.
У 305 році до н. е. військо Антигона Одноокого, повелителя на чолі з його сином, Деметрієм I, «завойовником міст», узяло в облогу Родос з армією чисельністю 30 000 осіб. Проте місто було добре укріплене, і Деметрію довелося будувати високі облогові вежі, щоб дістатись на мури міста. Погані погодні умови, хитрість та запеклий опір родосців ніяк не сприяли завоюванню міста.
У 304 році до н. е. Птолемей відправив свій флот на допомогу місту і Деметрію довелось поспішно відступити, залишивши майже все військове обладнання. Щоб відсвяткувати перемогу, родосці продали військові трофеї за 300 талантів і на вторговані гроші вирішили збудувати грандіозну статую своєму заступнику, богу Сонця Геліосу.

### Будівництво
Місце для статуї підібрали на вході у гавань до острова Родос. Геліос був не просто особливо шановним божеством на острові — він вважався і його творцем. За переказом, не маючи присвяченого йому місця, сонячний бог підняв острів на своїх руках з морської глибини.
Спорудження монумента доручили відомому скульптору Харесу із Ліндоса, учню прославленого Лісіппа, який був улюбленим митцем Александра Македонського. Раніше Харес уже спорудив 22-метрову статую Зевса у Таранто. На спорудження статуї Геліоса йому знадобилося 12 років: з 294 по 282 до н. е.
Залишається неясним які саме методи Харес використав для побудови Колоса. У трактаті Філона припускається, що його створили особливим чином, відмінним від більшості статуй. Робота велася за частинами, що приховувалися штучним пагорбом. Коли нижня частина була готова, її засипали землею, на якій розташовували все необхідне для створення вищої частини, і так, поки вся статуя не була завершена, після чого її розкопали. Таким чином на кінець будівництва статую приховував насип заввишки близько 30 м і діаметром 90 м зі схилом у 30°. Можливо, для будівництва Колоса використали залишені військом Деметрія облогові вежі. Так, відомо про наявність вежі заввишки саме 30 м.
Проте Філон писав про це через понад 100 років після того, як Колос був побудований. Судячи з шести ливарних ям, знайдених на Родосі, острів був важливим центром обробки бронзи в стародавньому світі. Попри це, історики мистецтва досі не мають остаточної відповіді щодо того, як був відлитий чи зібраний масивний Колос.

### Після зруйнування

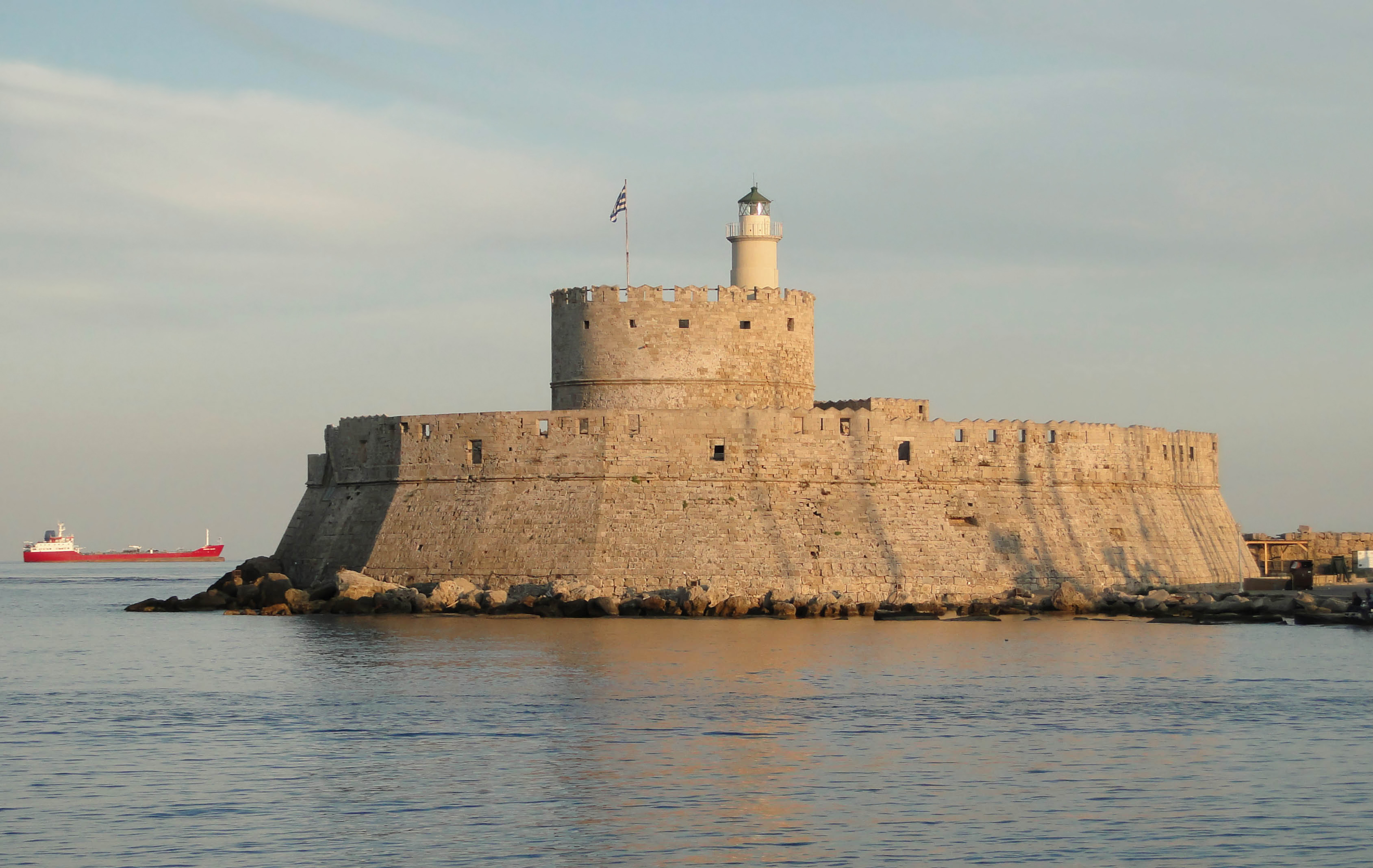
Фортеця святого Миколая можливо стоїть на місці Колоса

У порівнянні з іншими Чудесами Світу Колос Родоський простояв небагато — лише 54 роки. У 226 році до н. е. він був зруйнований землетрусом: від сильних поштовхів надламалися коліна статуї, вона звалилася вниз. Частини бронзового тіла бога Сонця протягом сторіч покоїлися на землі, породжуючи різні легенди. В 654 році н. е. арабський намісник, який правив на острові, продав уцілілі частини бронзового облицювання статуї до Сирії. Для їх перевезення було потрібно 900 верблюдів.
Італійський паломник Ніколас де Мартоні, який відвідав Родос між 1394 і 1395 роками, записав місцеву розповідь про Колоса: «У стародавні часи було велике диво, гігантський ідол, настільки величний, що, як кажуть, він однією ногою стояв на пристані, де тепер церква святого Миколая, а другою — на кінці іншої пристані, де вітряні млини». Імовірно, що саме звідси походить поширене уявлення начебто Колос стояв, розставивши ноги, а між ними пропливали кораблі.
В районі 1464-1467 років хрестоносці збудували на місці церкви святого Миколая форт, у конструкції якого можливо збереглася кам'яна основа Колоса.

## Вплив на культуру
Колоса зображали такі європейські митці, як Мартен ван Хемскерк (1570), Жерар де Йоде (бл. 1580), Антоніо Темпеста (1608), Атанасій Кірхер (1679), Ален Манессон Малле (1683), Якоб Ендерлін (1686), Бернард Ротьє (1828), Фердинанд Кнаб (1886).
Статуя Свободи, встановлена 1886 року на острові біля Нью-Йорка, розмірами та виглядом наслідує Колоса Родоського. В 1883 році американська поетеса Емма Лазарус написала сонет «Новий Колос», присвячений ще не збудованій статуї Свободи. 20 років по тому, у 1903 він був вигравіюваний на бронзовій пластині й прикріплений на стіні в музеї, що знаходиться в п'єдесталі статуї.
Наприкінці XIX ст. образ Колоса використовувався в карикатурах як символ імперіалізму. Цю тенденцію започаткував з 1892 року малюнок англійського карикатуриста Едварда Лінлі Семборна, на якому в подобі Колоса зображений британський бізнес-магнат Сесіль Родс, що стоїть на Африканському континенті.
Колос є ключовим об'єктом у італійському фільмі-пеплумі «Колос Родоський» (1961), де в ньому ховаються фінікійські найманці.